# HMS Tenacious (R45)
HMS Tenacious (R45/F44) là một tàu khu trục lớp T được Hải quân Hoàng gia Anh Quốc chế tạo trong Chương trình Khẩn cấp Chiến tranh để phục vụ trong Chiến tranh Thế giới thứ hai. Sống sót qua cuộc chiến tranh, nó được cải biến thành một tàu frigate nhanh chống tàu ngầm Kiểu 16 vào năm 1952, mang ký hiệu lườn mới F44, và tiếp tục phục vụ cho đến khi bị tháo dỡ năm 1965.

## Thiết kế và chế tạo
Nguyên dự định mang tên HMS Tempest, con tàu được chế tạo tại xưởng tàu của hãng Cammel Laird ở Birkenhead, và được đặt lườn vào ngày 3 tháng 12 năm 1941. Nó được đổi tên thành Tenacious trước khi được hạ thủy vào ngày 24 tháng 3 năm 1943, và nhập biên chế cùng Hải quân Hoàng gia vào ngày 30 tháng 10 năm 1943.

## Lịch sử hoạt động
Sau chiến tranh, Tenacious được cải biến thành một tàu frigate nhanh chống tàu ngầm Kiểu 16 vào năm 1952, mang ký hiệu lườn mới F44. Nó đã tham gia cuộc Duyệt binh Hạm đội nhân lễ Đăng quang của Nữ hoàng Elizabeth II vào năm 1953, và tiếp tục phục vụ cho đến khi được cho xuất biên chế và bán để tháo dỡ tại Troon vào ngày 29 tháng 6 năm 1965.
Một quyển sách mô tả hoạt động của con tàu trong Thế Chiến II, H.M.S. Tenacious: Her Story được phát hành bởi Richard Clay and Company, có liệt kê danh sách thủy thủ đoàn phục vụ trên con tàu từ tháng 8 năm 1943 đến tháng 4 năm 1946.